# 金融再生プログラム

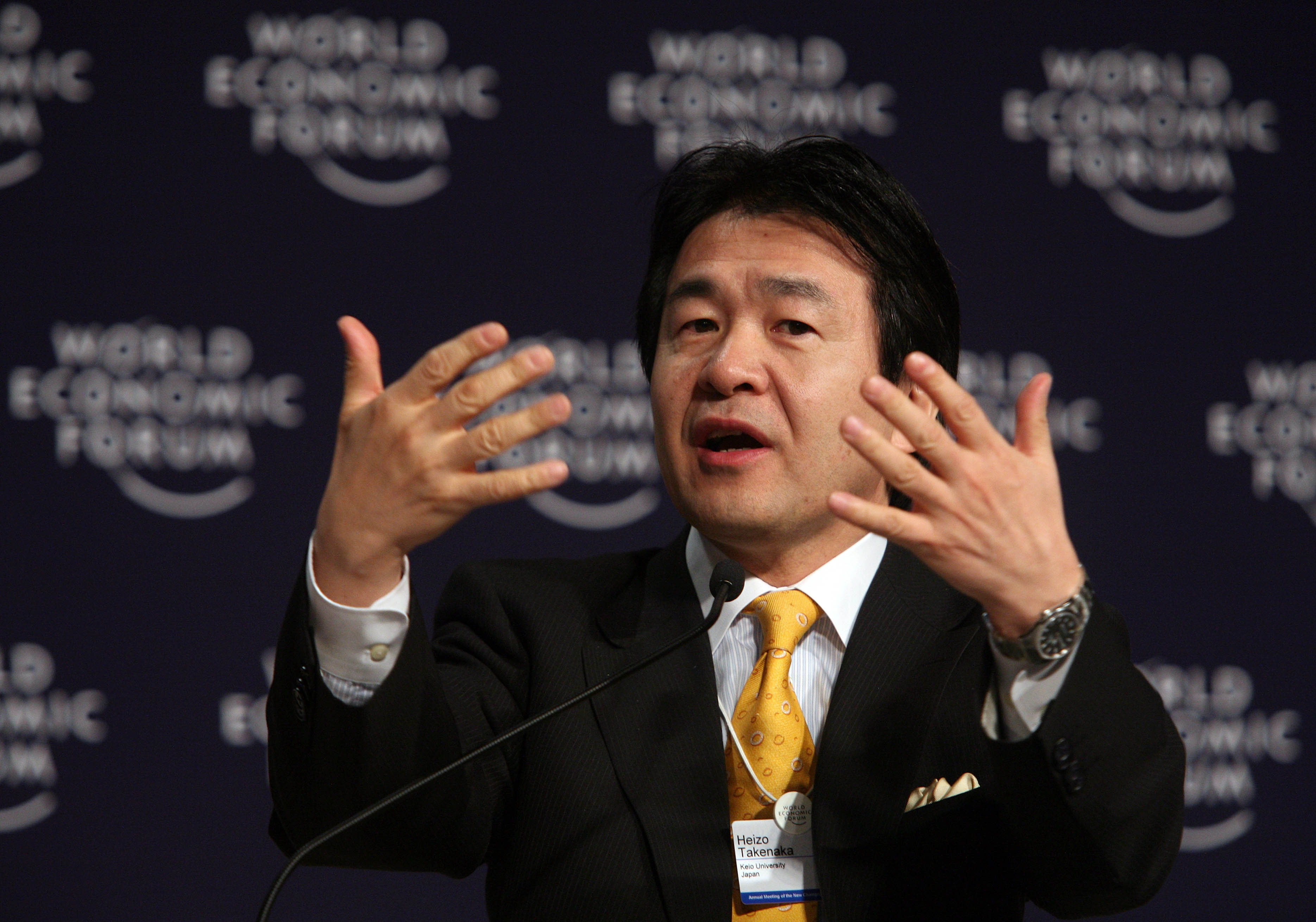
世界経済フォーラムでの竹中平蔵

金融再生プログラム（きんゆうさいせいプログラム）とは、2002年10月、小泉政権において当時の竹中平蔵内閣府特命担当大臣（金融担当）が作成した日本の金融機関（特に銀行）の再生を目指した政策案のことである。通称「竹中プラン」。改革加速のための総合対応策（総合デフレーション対策）の柱である。
「主要行の不良債権問題を通じた経済再生」が、その主軸となっている。要点は以下である。
1. 資産査定の厳格化のため、市場価格による査定を徹底させる（DCF法の採用）[2]
2. 大口債権者の不良債権区分を統一させる（いわゆる横串）[2]
3. 銀行による自己査定と金融庁検査による査定の差を公表し、自己査定をより健全なものにする[2]
4. 必要があれば公的資金を活用する用意があることを明確にし、更に公的資金についても検討[2]
5. 繰延税金資産の査定を適正化する[2]
6. 経営健全化計画が未達成な銀行に対しては業務改善命令を出す[2]

## 経緯
日本は90年代を通して100兆円以上の財政政策を継続して行っていたが、しかし日本経済は回復せず、「失われた10年」を脱せていない状態であった。
それは行うべきバブル期の不良債権処理を国が怠っていたからである。
2001年4月、小泉内閣が発足すると、小泉純一郎は所信表明演説において2-3年以内の不良債権処理の最終処理を宣言した。

90年代以降の日本経済は、様々な要因が重なり合って生じる複合型病理に悩まされてきました。これを解決するための構造改革も、包括的なものでなければなりません。小泉内閣は、以下の三つの経済・財政の構造改革を断行します。

第一に、2年から3年以内に不良債権の最終処理を目指します。このため、政府の働きかけの下に銀行を始めとする関係者が企業の再建について話し合うためのガイドラインを取りまとめるなど、不良債権の最終処理を促進するための枠組みを整えます。
—小泉純一郎, 第百五十一回国会における小泉内閣総理大臣所信表明演説 平成十三年五月七日（第151回国会衆議院本会議 第27号)
また小泉純一郎の掲げる「聖域なき構造改革」では、不良債権の処理を構造改革の一丁目一番地と位置づけ、金融庁に｢不良債権終息宣言をできるようにせよ｣と指示した。しかし金融庁の案は大口債権者問題（ゾンビ企業）の解決を避けたものであり、不良債権の処理は一向に改善されず、世界経済フォーラムにおいても日本は本当に不良債権の処理を進められるのか海外から疑問視されていた。
そこで2002年9月30日の小泉内閣の第1次小泉内閣 (第1次改造)において、小泉総理は内閣府特命担当大臣（金融担当）の柳澤伯夫を更迭し、内閣府特命担当大臣（経済財政政策担当）であった竹中平蔵に内閣府特命担当大臣（金融担当）を兼務させ、竹中らの手により不良債権処理プログラムが作成された。

## 影響
2003年、りそな銀行の監査法人は繰延税金資産の資産計上を適正(3年分限り)に行った結果、自己資本比率が4%を大きく下回る2%台であることが判明し、5月27日に預金保険法に基づく資本注入（第1号処置）を申請した。同行は総額1兆9660億円の政府出資を受けて国有化された。
同年、足利銀行の監査法人は繰延税金資産の資産計上を認めず、その結果同行は債務超過であることが判明（後に233億円の債務超過と判明）、金融庁は11月29日に預金保護法に基づく破綻処理（第3号処置）を発動した。

### 銀行の大型増資
最初の不良債権処理が1999年に行われ、公的資金投入により多くの不良債権処理は済んでいたものの、2003年に再度の不良債権処理が行われたことで銀行の自己資本比率は向上し、大規模増資が行なわれることとなった。
| 主要行   | 増資額      | 増資先                             | 方法                     |
| -------- | ----------- | ---------------------------------- | ------------------------ |
| みずほ   | 1,185億円   | 国内取引先企業                     | 優先出資証券・第三者割当 |
| みずほ   | 1兆830億円  | 国内取引先企業                     | 優先株・第三者割当       |
| 三井住友 | 3,450億円   | 海外機関投資家など                 | 優先株・公募             |
| 三井住友 | 1,503億円   | ゴールドマン・サックス             | 優先株・第三者割当       |
| 三菱東京 | 約3,500億円 | 国内外の一般投資家、機関投資家など | 優先出資証券・第三者割当 |
| UFJ      | 1,100億円   | 国内取引先企業など                 | 優先出資証券・第三者割当 |
| UFJ      | 1,200億円   | メリルリンチ                       | 優先株・第三者割当       |

### ゾンビ企業の再生
ゾンビ企業とは、「債務超過で回復の見込みがないのにもかかわらず、追い貸しや金利減免などの銀行の支援によって生きながらえている、非生産的な企業」 と定義されている。
メディアでは大口債権者として、以下の7社が報じられた。
- ダイエー [10] - 日本で最も有名なゾンビ企業であると指摘されていた[11]。産業再生機構による支援を受ける。
- カネボウ [10] - 産業再生機構による支援を受ける。旧経営陣は粉飾決算にて逮捕。
- 大京 [10] - 産業再生機構による支援を受ける。
- 兼松 [10] - 1,550億円の債権放棄[12]
- 熊谷組 [10] - 4,300億円の債権放棄[12]
- いすゞ自動車 [10] - 1,000億円のデットエクイティスワップ実施
- 日商岩井 [10] - ニチメンと合併

## 成果
2002年には10%台であった不良債権比率は、2008年には3.0%にまで減少した。
ここには企業の整理淘汰は民間に任せるという従来の考え方から、政府が能動的に後押しし、弱体化した企業を切り捨て、生き残った企業により日本経済を復活させることができるとの考えにより、金融を通じて産業構造そのものを作り変えようとする政治的意図があったと考えられている。